# إيمي فيرنر
إيمي فيرنر (بالإنجليزية: Emmy Werner)‏ هي عالمة نفس أمريكية، ولدت في 1929، وتوفيت في 2017.